# Gregory Bateson
Gregory Bateson (* 9. Mai 1904 in Grantchester, Cambridgeshire; † 4. Juli 1980 in San Francisco) war ein englischer Anthropologe, Biologe, Sozialwissenschaftler, Kybernetiker und Philosoph. Seine Arbeitsgebiete umfassten anthropologische Studien, das Feld der Kommunikationstheorie und Lerntheorie, genauso wie Fragen der Erkenntnistheorie, Naturphilosophie, Ökologie oder der Linguistik. Bateson behandelte diese wissenschaftlichen Gebiete allerdings nicht als getrennte Disziplinen, sondern als verschiedene Aspekte und Facetten, in denen seine systemisch-kybernetische Denkweise zum Tragen kam.
Batesons Gedanken und Arbeiten waren vor allem von philosophischen Überlegungen Platons, psychologischen Überlegungen Sigmund Freuds und Carl Gustav Jungs, der Typentheorie Bertrand Russells sowie von Kybernetikern wie Norbert Wiener, Warren McCulloch, John von Neumann und Claude Shannon mit seiner Informationstheorie geprägt. Bateson seinerseits hatte großen Einfluss auf die Systemische Therapie sowie die Familientherapie. Er beeinflusste verschiedene theoretische Strömungen in der Soziologie und Anthropologie.

## Biographie
Gregory Bateson wurde am 9. Mai 1904 in Grantchester, England, als dritter Sohn des Genetikers William Bateson geboren. 1922 begann Gregory Bateson an der Universität von Cambridge zunächst Zoologie, ab 1925 Anthropologie zu studieren, bereiste im Rahmen des Studiums Neuguinea und schloss es mit einer Dissertation über einen neuguineischen Stamm namens Iatmul ab, die 1932 in der Zeitschrift Oceania abgedruckt wurde. Später reiste Bateson erneut zu den Iatmul nach Neuguinea. Es entstand sein erstes Buch mit dem Titel Naven: A Survey of the Problems Suggested by a Composite Picture of the Culture of a New Guinea Tribe Drawn from Three Points of View.
In seiner Zeit auf Neuguinea machte Bateson erstmals Bekanntschaft mit der Anthropologin Margaret Mead, die er 1935 heiratete. Ihre Forschungen im Jahre 1936 auf Bali mit Fokus auf der balinesischen Charakterbildung mündeten in einem für die damalige Zeit in seinem Medium wegweisenden Bericht. Meads Untersuchungen stützten sich primär auf filmische und photographische Dokumentation. 1938 kam Batesons und Meads gemeinsame Tochter Mary Catherine Bateson zur Welt. Sie wurde später Ethnologin und schrieb ihre Erinnerungen an die Eltern in dem Buch Mit den Augen einer Tochter nieder. Ein Jahr später übersiedelte die Familie in die USA; Bateson arbeitete fortan als Sozialwissenschaftler, ab 1942, während des Zweiten Weltkriegs, für das Office of Strategic Services in Indien, China, Birma und Ceylon. Nach dem Krieg war Bateson Gastprofessor an der New School for Social Research in New York, an der Harvard University, der University of California Medical School in San Francisco und am Veterans Administrations Hospital, wo er ethnographische Interviews mit Psychiatern führte. 1951 heiratete er ein zweites Mal. Diese zweite Ehe hielt acht Jahre, danach folgte eine dritte Heirat.
Zwischen 1946 und 1953 war Bateson eine der Leitfiguren der Macy-Konferenzen, auf denen Wissenschaftler verschiedener Disziplinen die Grundlagen der Systemtheorie und Kybernetik legten. Batesons wissenschaftlicher Werdegang konzentrierte sich von 1951 bis 1962 an der Stanford University in der Nähe von Palo Alto, an der er eine Gastprofessur annahm. In dieser Zeit befassten sich seine Studien und Bücher zunehmend mit Kommunikationstheorie und Psychologie. Als Weiterentwicklung der Arbeit von Milton H. Erickson postulierte er mit seinem Team die Theorie, dass der nicht erfolgreiche Lösungsversuch das eigentliche Problem darstellt sowie seine bekannte Doppelbindungstheorie. 1965 wurde Bateson von der Oceanic Foundation auf Hawaii eingeladen, bei Forschungen bezüglich tierischer und menschlicher Kommunikation mitzuarbeiten, Forschungen, die etwa Kreativität bei Delphinen nachweisen sollten. Er blieb sieben Jahre als außerordentlicher Forschungsleiter auf Hawaii, während derer er den Großteil der Texte schrieb, die später in der Artikelsammlung Ökologie des Geistes erschienen. 1973 nahm Bateson eine Gastprofessur am Kresge College an, drei Jahre später wurde er Mitglied des Verwaltungsrats der University of California. Zudem wurde er 1976 in die American Academy of Arts and Sciences aufgenommen. 1978, sechs Jahre nachdem er von Hawaii nach Kalifornien übersiedelt war, schrieb Bateson sein letztes Buch, Geist und Natur; zwei Jahre später starb er im alternativen Esalen Institute in San Francisco.
Seine Tochter aus dritter Ehe, Nora Bateson (* 1969), produzierte 2010 das einstündige dokumentarische Filmporträt An Ecology of Mind.

## Batesons Werk

### Geist und Körper
Die Idee der Einheit von Geist und Körper war ihm wichtig. Er erwähnte daher Jean-Baptiste de Lamarck, William Blake, Samuel Butler, Robin George Collingwood sowie seinem Vater William Bateson in Dankbarkeit und nennt sie seine Inspirationsquellen.

### Lockeres und strenges Denken
Bateson verstand sich nicht als Vertreter einer bestimmten Fachdisziplin, sondern als Kybernetiker, Systemtheoretiker oder Ökologe – Begriffe, die er fast synonym verwendete. Zugleich sperrte er sich dagegen, von bestimmten gesellschaftlichen Strömungen vereinnahmt zu werden. So kritisierte Bateson zwar einerseits das reduktionistische Denken der etablierten Wissenschaft, andererseits aber auch jegliche Form antiintellektueller Tendenzen in der sogenannten Gegenkultur und der amerikanischen Studentenbewegung. Obwohl er das Ende seines Lebens im Esalen Institute verbrachte – dem Zentrum alternativer Therapien und spiritueller Lebensformen – blieb ihm jegliche Form esoterischen Gedankenguts immer suspekt.

So ist neben Batesons generell systemischem Zugang die Verbindung aus lockerem und strengem Denken ein Merkmal seiner Arbeitsweise. Lockeres Denken steht hierbei für ein eher spekulatives, auf Fantasie und Intuition beruhendes Vorgehen; strenges Denken dagegen für logische Schlussfolgerungen und formale Analysen.

### Strukturfunktionalismus in anthropologischen Frühwerken
Gregory Batesons erste publizierten Arbeiten, seine Dissertation und Naven, waren vom Strukturfunktionalismus des Bronisław Malinowski und speziell des Alfred Radcliffe-Brown geprägt: Bateson unternimmt den Versuch, die Kategorien der klassischen Ethnologie mit Begriffen wie Struktur und Funktion zu ergänzen: Seine Methodik wurzelt in der Sammlung von Beobachtungen und Daten kulturellen Lebens sowie der weiteren Ausdifferenzierung in vereinzeltes und funktionelles, kulturell standardisiertes Verhalten. Wenn das Besondere standardisiert und funktionell erscheint und somit zum Allgemeinen erhoben wird, kann der Forscher von einer Prämisse sprechen. Jene Prämissen können nun syllogistisch verbunden werden, deren Resultate angeordnet, das Wesenhafte der jeweiligen Kultur, die Kulturstruktur (cultural structure), illustrieren. Neben der Kulturstruktur, ergibt sich die Sozialstruktur (social structure), die die soziale Funktion einer Gesellschaft, die Bedürfnisse von Gruppen von Individuen zu stillen, darstellt.

Bateson vermutet eine Konfiguration in einer Kultur, die die Menschen in ihr normt, unterschieden in Ethos und Eidos. Das Ethos repräsentiert die genormte Organisation von Emotionalität und Instinkten, Eidos eine Standardisierung des Intellekts, die sich in der Kulturstruktur manifestiert. Die Manifestation des standardisierten Intellekts erklärt sich im abstrahierenden Weg von den Prämissen über die der spezifischen Kultur inhärenten Logik zum Kulturbegriff.

Bateson beleuchtet folglich in Naven Institutionen, die funktional ineinandergreifen und die Bedürfnisse von Gruppen bedienen, in dreifacher Weise. Die strukturelle Perspektive, also das Eidos, die affektive Perspektive, also das Ethos, und die soziologische Perspektive dienen als analytische Eckpfeiler.
Mit Naven beginnend, setzen sich Antworten auf kulturelle Fragen bei Bateson fest, die er bis zuletzt vertreten wird: Er misstraut Aussagen über interkulturelle Ähnlichkeiten und vertritt einen Kulturrelativismus. Er verneint die Vorstellung vom Menschen als bloßem Produkt der Kultur, wie auch als bloßem Produkt seiner Gene, und versteht ihn als ein Geschöpf, das aus Kultur, genetischer Disposition und bewusster schöpferischer Auseinandersetzung erwächst.
Auch wird in Naven seine Auffassung von der Schismogenese in Kulturberührung und Schismogenese – von ihm eingeführt, weiterentwickelt und zu einem zentralen Konzept.

### Lerntheorie
Batesons Studien im Rahmen der psychologischen Kriegführung für die USA während des Zweiten Weltkriegs markieren den Anfang seiner Lerntheorie, die er später präzisierte: Jene Studien konzentrieren sich einerseits auf die Entwicklung und Zuständlichkeit von Nationalcharakteren und Moralitäten und prinzipiell schismogenetischen Beziehungsmustern in Interkulturalität, andrerseits auf die Ursache für individuelle und kollektive Charakterzüge, die nicht ausschließlich aus der genetischen Disposition des Menschen, sondern eben auch als Summe des Lernens verstanden werden müssen.
Bateson stellt eine von Bertrand Russells Typentheorie inspirierte Hierarchie von Lern-Typen auf:
- Lernen 0: Die niedrigste Ebene des Lernens ist Aufnahme einer Information starrer Natur – eine bestimmte Reaktion wird in Verbindung mit einem bestimmten Reiz erlernt.
- Lernen 1: von Bateson auch als „Proto-Lernen“ tituliert, ist eine Form des Lernens, in der eine bestimmte Reaktion auf einen bestimmten „Kontext“ erlernt wird. Der Kontext ergibt sich aus den wechselseitigen Klassifizierungen der Reize.
- Lernen 2: Hierbei handelt es sich um das Lernen des „Proto-Lernens“, von Bateson auch „Deutero-Lernen“ genannt. Es resultiert in Gewohnheiten und Geisteszuständen und hat somit Auswirkungen auf Charakter und Kommunikation.
- Lernen 3: Die vierte Ebene ist die Reorganisation des durch das Deutero-Lernen Erlernten; diese Form des Lernens ist selten, sie kommt der Vernichtung des Selbsts gleich und ist entweder Resultat freier Entscheidung des Subjekts oder aber Folge widersprüchlichen Lernens. Oder: Lernen III ist die bewusste Einsicht in die Arbeitsweise des Geistes. Die Folge dieser Einsicht ist laut Bateson eine psychotische Dekompensation oder aber „Erleuchtung“ (Wolfgang Walker: Abenteuer Kommunikation. Klett-Cotta-Verlag, S. 80).
- Lernen 4: Lernen fünfter Ordnung ist Veränderung in Lernen vierter Ordnung und kommt wahrscheinlich nur in der phylogenetisch-ontogenetischen Wechselwirkung vor.

### Kommunikationstheorie
1951 veröffentlicht Bateson gemeinsam mit dem Psychiater Jürgen Ruesch Kommunikation: Die soziale Matrix der Psychiatrie. Nebst ontogenetischen Analysen versucht vor allem Bateson, auf der Grundlage von Untersuchungen der Kommunikation zwischen Maschine, Tier und Mensch ein formales Bild von Kommunikation zu zeichnen. 1952 ergründete Bateson gemeinsam mit Don D. Jackson, John H. Weakland und Jay Haley in der sogenannten Palo-Alto-Gruppe Paradoxien der Abstraktion in der Kommunikation, so der Titel des Forschungsprojekts, mit Hauptaugenmerk auf daraus resultierende psychische Erkrankungen. Die ersten grundlegenden Theorien zur menschlichen Kommunikation, namentlich die Doppelbindungstheorie, waren Ergebnis dieser Arbeit.
Grundbedingung jedweder Kommunikation sind Wahrnehmung und die komplexe Verarbeitung von Information in einem Organismus, der in einem Subjekt-Objekt-Verhältnis zu existieren weiß, ferner Gestaltwahrnehmung sowie Abstraktionsebenen im Kommunizierenden. Kommunikation funktioniert folglich in der Introspektion sowie zwischen interagierenden Subjekten, Gruppen und Kulturen: Ist dies gegeben, erscheint die Welt, nach erfolgter Kodierung, im Subjekt, und wird nach einer Evaluation der Bildteile subjektiv in der Gewichtung modifiziert. Die folglich prinzipiell stark subjektiv interpretierte Welt, wird durch jede Mitteilung beziehungsweise Information weiter subjektiviert: Eine Information motiviert, indem sie etwas über sich sagt, eine vom Subjekt konstituierte Information über die Vergangenheit (der Nachrichtenaspekt jeder Information) und über die Zukunft (der Kommandoaspekt jeder Information).
In Kommunikation zwischen Menschen ist zudem Metakommunikation eine außerordentlich wichtige Säule des gegenseitigen Verständnisses: Metakommunikation ist ein, wenn man so will, kommunikativer Oberton beziehungsweise eine tatsächlich ausgesprochene Mitteilung, die eine andere Mitteilung klassifiziert, in einen anderen Kontext oder in einen präziseren Kontext bringt. Widersprüche zwischen Mitteilung und Metamitteilung, dementsprechend kommunikative Paradoxa, sind Bestandteil des Spiels, des Humors und der Kreativität, außerhalb dieser Bereiche jedoch pathologisch und führen nach Batesons (heute so nicht mehr anerkannten) Theorie unter Umständen zu Schizophrenie, respektive mit der zusätzlichen Perspektive der Lerntheorie zur Doppelbindung.
In Batesons Theorien ist sonach vor allem der Begriff des Kontexts zentral. Kontext ist als Muster in der Zeit zu verstehen: Kommunikation, Handlungen, Zustände sind ohne Kontext bedeutungslos bzw. irreführend – sie können sich nicht selbst erklären, sondern müssen in Relation gesetzt werden. So bedarf es in menschlicher Kommunikation (wie auch in der Kommunikation der genetischen Programmierung des Einzellers mit dem tatsächlichen Werden des Einzellers) des Kontexts.

### Geist und Natur
Dieses Werk erschien erstmalig 1979. Bateson, der Biologe, konzentriert sich in seiner Suche nach Mustern in der Welt gängiger Erkenntnisse auf die Phylogenese. So existieren Muster im Körperaufbau eines Phänotyps, innerhalb des Körperaufbaus: eines Taxons – und schließlich zwischen Taxa. Hierbei wird zwischen phylogenetischer Homologie und serieller Homologie unterschieden: Phylogenetische Homologie ist interspezifische Ähnlichkeit und Ähnlichkeit zwischen Taxa, serielle Homologie ist Wiederholung von Mustern innerhalb eines Lebewesens.
Bateson ergänzt die Begriffe: Serielle Homologie ist Verbindung erster Ordnung, phylogenetische Homologie Verbindung zweiter Ordnung und letztlich ist der Vergleich des phylogenetisch-homologischen Vergleichs Verbindung dritter Ordnung. Über diesen Weg findet Bateson zum formal-abstrakten Gedanken, dass das entscheidende Muster ein Metamuster sein müsse, demnach eine Verbindung hoher Ordnung.
Die Logik des Metamusters veranschaulicht Bateson mit Hilfe der Gegenüberstellung zweier Syllogismen:
- Modus Barbara:
Alle Griechen sind Menschen.
Alle Menschen sind sterblich.
Also gilt: Alle Griechen sind sterblich.
- Modus Gras:
Menschen sterben.
Gras stirbt.
Menschen sind Gras.[6]

Während Bateson Sachverhalte in der unbelebten Welt durch den Modus Barbara erklärt, seien Sachverhalte in der belebten Welt in der Logik des Modus Gras zu verstehen. Da im Belebten Muster und Relationen entscheidend sind, ist eine Logik, die sich auf scheinbar autonome Dinge konzentriert, wie es im Modus Barbara geschieht, fehl am Platz. Bateson formuliert hier also den Gedanken, dass das Belebte und dessen Sachverhalte in einer metaphorischen oder poetischen Sprache begriffen werden müssen.
Was aber ist Bedingung für das evolutionäre Metamuster? Es ist der geistige Prozess.
Bateson stellt sich vorab gegen René Descartes’ Trennung von Geist und Materie. Der transzendente Geist wird abgelehnt: Den Glaubensatz des Dualismus von Leib und Seele verwirft er mit der Einführung von Carl Gustav Jungs Begriffen Pleroma (was das Unbelebte, die Materie beziehungsweise die Welt der Energie darstellt) und Creatura (die das Belebte, den Geist beziehungsweise die Welt der Information darstellt). Hier also führt Bateson eine kybernetische Begriffsdefinition ein: Geist (die Welt der Information) ist die Welt des Unterschieds. Ein Organismus, der auf einen Nervenimpuls reagiert, reagiert nicht primär auf die Energie, sondern auf den entstandenen Unterschied. Ein geistiger Prozess ist für Bateson somit Wahrnehmung von Unterschieden, Wahrnehmung von Information und auch Austausch von Information, folglich Kommunikation auf der kleinsten und größten Ebene, in Interkulturalität wie auch in der Epigenese, in der Evolution. Denken und Evolution funktionieren also nach demselben (stochastischen) geistigen Prozess.
Bateson charakterisiert die Systeme mit Möglichkeit zum geistigen Prozess, indem er ihnen insgesamt sechs Merkmale zuspricht:
1. „Ein Geist (mind) ist ein Aggregat von zusammenwirkenden Teilen oder Komponenten.“
  - Die Teile des Aggregats können selbst Subgeister sein. Bei einer endlos tieferen Teilung der Subgeister bis hin zu subatomaren Partikeln kann jedoch nicht mehr von Geistern gesprochen werden, da es ihnen an Komplexität beziehungsweise an Organisation und Wechselwirkung vielfältiger Teile fehlt.[10]
2. „Die Wechselwirkung zwischen Teilen des Geistes wird durch Unterschiede ausgelöst.“
  - Unterschiede sind potentielle Informationen. Tatsächliche Informationen sind Unterschiede, die einen Unterschied ausmachen, Unterschiede, die verändern. Die Unterschiede dürfen hierbei keinesfalls als materielle Entitäten verstanden werden, vielmehr sind Unterschiede dimensionslos, platonische Ideen.
3. „Der geistige Prozess braucht kollaterale Energie.“
4. „Der geistige Prozess verlangt zirkuläre (oder noch komplexere) Determinationsketten.“
  - Eine zirkuläre Selbstregulation ist vonnöten, damit der geistige Prozess nicht schismogenetisch eskaliert beziehungsweise nicht stagniert. Mittels positiver und negativer Rückkopplungen werden in einem funktionierenden geistigen Prozess Veränderungen korrigiert und so Stabilität erzeugt. In der ontogenetischen Perspektive betrachtet können Veränderungen durch Mutationen abgefangen werden.
5. „In geistigen Prozessen müssen die Auswirkungen von Unterschieden als Transformationen (d. h. codierte Versionen) von vorausgegangenen Ereignissen aufgefasst werden.“
  - Die Transformation von Unterschieden kann in analoger, digitaler, schablonenartiger und ostensiver Codierung erfolgen. Digital codiert, kann der Unterschied nur zwei Wege gehen – er verhindert oder motiviert eine Reaktion. Analog codiert, variiert die Transformation im geistigen Prozess mit den Größen des Unterschieds. In der schablonenartigen Codierung determiniert der Erstzustand den Folgezustand. Die ostensive Codierung lässt im Wahrnehmen von Teilen auf das Ganze schließen.
6. „Die Beschreibung und Klassifizierung dieser Transformationsprozesse offenbart eine Hierarchie von logischen Typen, die den Phänomenen immanent sind.“
  - Logische Typen sind ein notwendiges Merkmal jedes geistigen Prozesses.

Mit den sechs bewussten Merkmalen muss naturgemäß eine Neudefinition des Individuums erfolgen. „Der individuelle Nexus von Bahnen, den ich als ‚Ich‘ bezeichne, ist nun nicht mehr so kostbar, weil dieser Nexus nur ein Teil des größeren Geistes ist.“

### Ökologie
Batesons Geist- und Naturtheorie hat die Form einer kybernetischen Ethik beziehungsweise Gesellschaftskritik. Im Aufsatz Die Wurzeln ökologischer Krisen zählt Bateson welt- und selbstgefährdende Manifestationen prävalenter zweckorientierter Charakterzüge und Lebensweisen auf:
1. Es geht um uns gegen die Umwelt.
2. Es geht um uns gegen andere Menschen.
3. Es kommt auf das Individuum (oder die individuelle Gesellschaft oder die individuelle Nation) an.
4. Wir können eine einseitige Kontrolle über die Umgebung ausüben und müssen nach dieser Kontrolle streben.
5. Wir leben innerhalb einer unendlich expandierenden „Grenze“.
6. Der ökonomische Determinismus ist Common Sense.
7. Die Technologie wird es für uns schon machen.[12]

Die Kritik an der Lebenspraxis des Menschen ist eine Kritik an der Idee der Macht: Der Mensch glaube sich dem unstillbaren Mythos der Macht verpflichtet und begreife nicht das zirkulär-kausale System, in dem er wirke. Das führe zu tödlichen Trugschlüssen für Natur und Mensch.
In seinem Buch Steps to an Ecology of Mind (1972, deutsch Ökologie des Geistes) unterschied Bateson zwischen zwei idealtypischen Gesellschaften und Ökologien: einer „schismogenic society“, die nach immer mehr Wachstum und immer mehr Differenzierungen und innovativen Differenzen strebe (so die „abendländisch-westliche Welt“), und einer „steady-state society“, in der es den Menschen zunächst um das (nachhaltige) Erreichen und Aufrechterhalten eines dynamischen Gleichgewichts gehe. Bateson sah eine solche Gesellschaft in der Geschichte Balis gegeben, doch es blieb umstritten, ob es solche „steady-state societies“ wirklich gegeben hat.

### Religion
Batesons Religionsbild war stark von seinen ökologischen Überlegungen geprägt. Bateson wuchs in einer atheistischen Familie auf. Allerdings hatte schon sein Vater darauf Wert gelegt, seinen Söhnen religiöses Wissen und die Bibel zu vermitteln, damit aus ihnen keine „hirnlosen Atheisten“ werden. Bateson blieb atheistisch in dem Sinne, dass er jegliche übernatürlichen Wesen und übernatürlichen Mächte ablehnte. Das Heilige und die Grundlagen für Spiritualität suchte er vielmehr innerhalb der ökologischen Zusammenhänge, die er am liebsten in Begriffen von Homologien, Analogien und Metaphern („Syllogismen in Gras“) beschreiben wollte:
Es wird deutlich, daß Metaphorik nicht bloß nette Poesie ist, sie ist nicht entweder gute oder schlechte Logik, sondern sie ist in der Tat die Logik, auf der die biologische Welt gebaut ist, das Hauptcharakteristikum und der organisierende Leim dieser Welt geistiger Prozesse, die ich Ihnen zu skizzieren versucht habe.
In Mind and Nature äußerte Bateson bereits die Idee, dass er sich in seinem nächsten Werk mit „dem Schönen, dem Heiligen und dem Bewusstsein“ befassen würde, weil diese in vieler Hinsicht rätselhaften Phänomene aus seiner Sicht miteinander zusammenhingen. Tatsächlich verfasste er noch einige Kapitel, die seine Tochter Mary Catherine Bateson durch eigene Kapitel ergänzte und als gemeinsames Werk Angels Fear (dt.: Wo Engel zögern) herausbrachte. Bateson wendet sich in diesen Texten mit seinem Postulat einer Einheit der Biosphäre gegen die vorherrschenden Glaubensbilder, die sich zwischen Materialismus und Supranaturalismus ansiedeln.
Bateson sieht den Ursprung der Religion nicht, wie viele andere Forscher seiner Zeit, im magischen Denken, sondern im Totemismus begründet, und somit in der spirituellen Verbundenheit mit der ökologischen Umwelt. Magische Praktiken stellte er dagegen als eine degenerierte Form von Religion dar, da bei ihnen die Verfolgung bestimmter Zwecke an die Stelle einer Reflexion auf den ökologischen Zusammenhang treten: Er sei überzeugt, schrieb Bateson, dass Regentänze ursprünglich nicht dazu dienten, es regnen zu lassen, sondern einen Ausdruck der Verbundenheit mit der Umwelt darstellten. Bateson sprach in diesem Zusammenhang vom Gott „Eco“ (Öko).

## Wirkung
Bateson spielte in der Entwicklung der Kybernetik eine entscheidende Rolle. Er führte erstmals systemtheoretische und kybernetische Denkansätze in die Sozial- und Humanwissenschaften ein und gilt heute als geistiger Vater der systemischen Therapie. So gehörten auch die Gründer der Palo-Alto-Gruppe zu seinen Schülern, darunter Virginia Satir und Paul Watzlawick. In diesem Zusammenhang ist Bateson auch wegen der Entwicklung der psychologischen Doppelbindungstheorie bekannt. Seine Vermutung, dass Doppelbotschaften maßgeblich verantwortlich sind für die Entstehung von Schizophrenien, hielt empirischen Studien jedoch nicht Stand.
Batesons systemtheoretische Schriften beeinflussten die soziologische Theorie von Niklas Luhmann und letztendlich die Personale Systemtheorie von Eckard König/Gerda Volmer, die sich mit ihrer Theorie in der Tradition von Bateson sehen. Von Bateson inspiriert entwickelte John Grinder, zeitweise einer seiner Assistenten, und der in seiner Nachbarschaft lebende Richard Bandler die Idee des Neuro-Linguistischen Programmierens.
Obwohl er viele noch heute gültige biologische Prinzipien formulierte und systemisch begründete, hat er in der Biologie am wenigsten Spuren hinterlassen, wohl aber in der Ästhetik, wo jüngere Publikationen, insbesondere von Gábor Paál seine Ideen aufgreifen.
Sein anthropologisches Konzept der Schismogenese greifen der Archäologe David Wengrow und der Anthropologe David Graeber in ihrem Buch „Anfänge – Eine neue Geschichte der Menschheit“ auf. Es spielt dabei eine Schlüsselrolle bei ihrer Beschreibung der Entwicklung indiginer amerikanischer und europäischer Gesellschaften.
Gesellschaftlich hatte Bateson eine gewisse Wirkung auf die New-Age-Bewegung, stand ihr jedoch kritisch gegenüber.

## Zitate
- Ästhetik ist die Aufmerksamkeit für das Muster, das verbindet. (Aus Wo Engel zögern.).
- Information ist ein Unterschied, der einen Unterschied macht. (Aus Ökologie des Geistes. S. 582).
- Ein Mann wollte wissen, wie es sich mit dem Geist in seinem Computer verhält, und fragte ihn daher: ‚Rechnest du damit, dass du jemals denken wirst wie ein menschliches Wesen?‘ Worauf nach einiger Zeit der Computer antwortete: ‚Das erinnert mich an eine Geschichte.‘ (Aus Geist und Natur. S. 22).
- Das Lebewesen, das im Kampf gegen seine Umwelt siegt, zerstört sich selbst. (Aus Ökologie des Geistes.).
- Strenge allein ist lähmender Tod, Phantasie allein ist Geisteskrankheit (Aus Geist und Natur. S. 265).

## Ausgewählte Werke
- Gregory Bateson, Mary Catherine Bateson: Wo Engel zögern. Unterwegs zu einer Epistemologie des Heiligen. 1. Auflage. Suhrkamp, Frankfurt am Main 1993, ISBN 3-518-29369-9.
- Geist und Natur. Eine notwendige Einheit. Suhrkamp, Frankfurt am Main 1982, ISBN 3-518-57603-8
- Naven – A Survey of the Problems suggested by a Composite Picture of the Culture of a New Guinea Tribe drawn from Three Points of View. Stanford University Press, Stanford 1958, ISBN 0-8047-0520-8
- Ökologie des Geistes. Anthropologische, psychologische, biologische und epistemologische Perspektiven. Suhrkamp, Frankfurt am Main 1981, ISBN 3-518-57628-3.
- Koautoren D. D. Jackson, J. Haley u. a.: Schizophrenie und Familie. Beiträge zu einer neuen Theorie. Hrsg.: Jürgen Habermas, Dieter Henrich, Jacob Taubes (1969). Suhrkamp, Frankfurt am Main 2002, ISBN 3-518-28085-6
- Koautor Jürgen Ruesch: Kommunikation. Die soziale Matrix der Psychiatrie. Carl Auer Systeme Verlag, Heidelberg 1995, ISBN 3-927809-40-3

### Selbständige Literatur
- Edmond Marc, Dominique Picard: Bateson, Watzlawick und die Schule von Palo Alto. Philo, Berlin u. a. 2000, ISBN 3-8257-0106-9.
- Wolfram Lutterer: Auf den Spuren ökologischen Bewusstseins. Eine Analyse des Gesamtwerks von Gregory Bateson. Libri Books, Freiburg i.Br. 2000, ISBN 3-89811-699-9.
- Wolfram Lutterer: Gregory Bateson. Eine Einführung in sein Denken. Carl-Auer-Systeme Verlag, Heidelberg 2002, ISBN 3-89670-237-8.
- John Brockman (Hrsg.): About Bateson, Essays on Gregory Bateson. Dutten, New York 1977, ISBN 0-525-47469-2.
- Mary Catherine Bateson: Our Own Metaphor. A personal account of a conference on the effects of conscious purpose on human adaptation. Smithsonian Institute Press, 1972, ISBN 1-56098-070-2.
- Nora Bateson: An Ecology of Mind. 2010. Ein Filmporträt über Gregory Bateson, produziert von seiner Tochter, Nora Bateson.[18]

### Aufsätze
- Jeffrey A. Bell: Philosophizing the Double-Bind: Deleuze Reads Nietzsche. In: Philosophy Today. 4, 1995, S. 371–390.
- Eric Bredo: Bateson’s Hierarchical Theory of Learning and Communication. In: Educational Theory. 39, 1989, S. 27–46.
- Paola Dell’Erba: Gregory Bateson: Comunicazione verbale e non-verbale. In: Studi Filosofici. 23, 2000, S. 353–370.
- Tim Parks: Unlocking the Mind’s Manacles, an essay on Gregory Bateson and his Italian disciples. In: New York Review. vol. XLVI no. 17, 7/10/1999.
- Thomas E. Peterson:  Whitehead, Bateson and Readings and the Predicates of Education. In: Educational Philosophy and Theory. 1, 1999, S. 27–41.
- M. Yoshikawa: Culture, Cognition and Communication. In: Communication and Cognition. 17, 1984, S. 377–386.

### Fiktion
- Tim Parks: Träume von Flüssen und Meeren (Dreams of Rivers and Seas). Dt. von Ulrike Becker. Kunstmann, München 2009, ISBN 978-3-88897-579-0.

Für die Figur des Albert James und seine Ideen in diesem Roman diente Gregory Bateson als Vorlage. Der Autor betrachtet diesen Roman als Eloge an den Wissenschaftler.